# Dryadella susanae
Dryadella susanae är en orkidéart som först beskrevs av Guido Frederico João Pabst, och fick sitt nu gällande namn av Carlyle August Luer. Dryadella susanae ingår i släktet Dryadella och familjen orkidéer. Inga underarter finns listade i Catalogue of Life.